# مغبب أصفر
مغبب أصفر (الاسم العلمي: Anthochaera paradoxa) (بالإنجليزية: Yellow Wattlebird)‏ هو نوع من الطيور يتبع جنس المغبب من فصيلة آكلات العسل.